# Shohrux Davlyatov
Shohrux Davlyatov (* 7. März 1996) ist ein usbekischer Leichtathlet, der im Mittel- und Langstreckenlauf an den Start geht.

## Sportliche Laufbahn
Erste Erfahrungen bei internationalen Meisterschaften sammelte Shohrux Davlyatov bei den Crosslauf-Weltmeisterschaften 2015 in Guiyang, bei denen er nach 28:39 min auf den 107. Platz im U20-Rennen gelangte. Im Jahr darauf wurde er bei den Halbmarathon-Weltmeisterschaften 2018 in Cardiff nach 1:09:56 h 72. und 2019 belegte er bei der Sommer-Universiade in Neapel in 1:07:06 h den sechsten Platz im Halbmarathon. Im Dezember wurde er bei den Marathon-Asienmeisterschaften in Dongguan mit 2:27:33 h Zehnter. 2022 belegte er bei den Islamic Solidarity Games in Konya in 4:00,86 min den achten Platz im 1500-Meter-Lauf und gelangte über 10.000 Meter mit 30:22,20 min auf Rang neun. Im Jahr darauf gelangte er bei den Asienmeisterschaften in Bangkok mit 30:59,80 min auf Rang acht über 10.000 Meter und belegte über 5000 Meter in 13:57,76 min den vierten Platz. Zuvor verbesserte er Taschkent und Istanbul den Landesrekord im Halbmarathon auf zuletzt 1:03:33 h. Im Oktober gelangte er bei den Asienspielen in Hangzhou mit 2:17:49 h auf den neunten Platz im Marathonlauf. 2024 kam er bei den Olympischen Sommerspielen in Paris im Marathon nicht ins Ziel.
2021 wurde Davlyatov usbekischer Meister im 10.000-Meter-Lauf sowie 2022 über 5000 Meter. Zudem wurde er 2016 Hallenmeister im 3000-Meter-Lauf.

## Persönliche Bestzeiten
- 1500 Meter: 3:47,58 min, 4. Juni 2022 in Taschkent
  - 1500 Meter (Halle): 3:50,13 min, 23. Januar 2022 in Andijon (usbekischer Rekord)
  - 3000 Meter (Halle): 8:12,02 min, 22. Januar 2022 in Andijon (usbekischer Rekord)
- 5000 Meter: 13:57,76 min, 16. Juli 2023 in Bangkok
- 10.000 Meter: 29:48,26 min, 22. Mai 2024 in Taschkent
- Halbmarathon: 1:03:33 h, 30. April 2023 in Istanbul (usbekischer Rekord)
- Marathon: 2:17:39 h, 13. Mai 2023 in Tscholpon-Ata